# Богма Степан Григорович
Степан Григорович Богма (нар. 30 червня 1902, с. Заревка, нині Золотоніський район, Полтавська область — 24 квітня 1981, Ташкент) — радянський агроном-бавовник, Герой Соціалістичної Праці (1952).

### Біографія
У 1924 року закінчив Золотоніський сільськогосподарський технікум. Отримав середньо-спеціальну освіту. Агроном.
З 1930-х років проживав в Узбекистані, в Сурхандар'їнській області. У 1937-1941 рр.. працював у радгоспі № 13 (Кумкурган) на посадах  полевода та агронома.
30 жовтня 1941 р. призваний в РСЧА: 585-й стрілецький полк, сапер. Наказом по 585 стрілецькому полку 213 стрілецької дивізії № 016 від 03.9.1943 р. нагороджений медаллю «За бойові заслуги».
З листопада 1943 р. до лютого 1944 р. перебував на лікуванні в госпіталі.
Демобілізований 26 вересня 1945 р.
З 02.11.1945 р. працював у радгоспі «30 років ВЛКСМ».  – старшим агроном.
З 09.03.1955 р. по 02.04.1964 р. (до виходу на пенсію) – директор радгоспу «30 років ВЛКСМ» Шурчинського району, Сурхандар'їнської області, УзРСР.
За перевиконання радгоспом плану збирання врожаю насіння джуту в 1951 році на 43,2%, Указом Президії Верховної Ради СРСР від 02.10.1952 року присвоєно звання Героя Соціалістичної Праці з врученням золотої медалі «Серп і молот» та ордену.

### Нагороди
Нагороджений орденами та медалями: «За Перемогу над Німеччиною» (1946 р.); «За доблесну працю у Великій Вітчизняній війні» (1946 р.); «За трудову доблесть» (1947); «Знак Пошани» (1957); мала золота медаль Всесоюзної сільськогосподарської виставки (1957); «20 років Перемоги у ВВВ» (1966); «25 років Перемоги у ВВВ»; «За доблесну працю в ознаменування 100-річчя від дня народження В. І. Леніна» (1970); «30 років Перемоги у ВВВ» (1979); "60 років ЗС СРСР" (1979 р.).
У 1964 р. надано почесне звання «Заслужений агроном УзРСР». Нагороджений Грамотами ЦК КП, Верховної Ради та Ради Міністрів УзСРР;
Член КПРС із 1953 року. Делегат ХХІІ з'їзду КПРС (жовтень 1961 р.).
Помер 24 квітня 1981 року, похований у Ташкенті на Боткінському цвинтарі.